# Sönke Zankel
Sönke Zankel (* 1973 in Itzehoe) ist ein deutscher Lehrer, Autor und Historiker.

## Leben
Zankel absolvierte ein Studium der Geschichte, der evangelischen Theologie, Philosophie, Germanistik und Wirtschaft/Politik und hat mit der Arbeit  Mit Flugblättern gegen Hitler. Der Widerstandskreis um Hans Scholl und Alexander Schmorell in München im Jahr 2005 bei Günter Hockerts promoviert. In seiner Doktorarbeit stellte er nach Ansicht anderer Historiker zum Teil spekulative Behauptungen über die Mitglieder der Weißen Rose auf. So behauptete er zum Beispiel unter anderem, Sophie und Hans Scholl hätte bei dem Verteilen der Flugblätter unter Drogen gestanden, oder in einem anderen Beispiel auch, dass sie „eine gewisse Nähe zu antijüdischem Denken“ aufgewiesen hätten.
Er war Studienreferendar und Lehrbeauftragter an der Universität Flensburg. Aktuell (Okt. 2020) ist er im Mentorentraining an der CAU in Kiel tätig.
Als Historiker befasst er sich mit dem Nationalsozialismus.
Sönke Zankel ist aktuell an der Christian-Albrechts-Universität zu Kiel in der Lehrerbildung tätig. Als Lehrer unterrichtet er Deutsch, Geschichte, Philosophie, Religion sowie Wirtschaft und Politik am Ludwig-Meyn-Gymnasium in Uetersen. Außerdem leitet er dort eine „Geschichtswerkstatts-AG“ und ist für die Stipendienberatung zuständig. Sönke Zankel fördert und leitet am Ludwig-Meyn-Gymnasium mehrere Projekte, darunter mehrere Filmpublikationen. 2012 erarbeitete er mit zwei weiteren Lehrern und einer 10. Klasse des Ludwig-Meyn-Gymnasiums das erste Uetersen-Lexikon, das nach über viermonatiger Arbeitszeit am 15. Dezember 2012 veröffentlicht werden konnte. Als Kreisfachberater ist er außerdem im Kreis Pinneberg für das Aufgabengebiet Natur- und Umwelterziehung  zuständig.

## Veröffentlichungen
Als Autor
- Die Weiße Rose war nur der Anfang. Geschichte eines Widerstandskreises. Böhlau, Köln 2006, ISBN 3-412-09206-1 (= Dissertation, Universität München, 2005).
- Mit Flugblättern gegen Hitler. Der Widerstandskreis um Hans Scholl und Alexander Schmorell. Böhlau, Köln 2008, ISBN 978-3-412-20038-1.
- „Die Reinhaltung des Blutes als heilige Verpflichtung für jeden Deutschen.“ Die Ludwig-Meyn-Schule während der NS-Zeit. In: Uetersener Nachrichten. Jg. 150 Nr. 27 vom 1. Februar 2014, S. 10.
- Smartphone ist ein Menschenrecht. Wahnsinn Schule. Eulenspiegel Verlag, Berlin 2017, ISBN 978-3-359-01348-8.

Als Herausgeber
- mit Niklas Günther: Abrahams Enkel. Juden, Christen, Muslime und die Shoa. Steiner, Stuttgart 2006, ISBN 3-515-08979-9.
- mit Christine Hikel: Ein Weggefährte der Geschwister Scholl. Die Briefe des Josef Furtmeier 1938–1947. Dtv, München 2005, ISBN 3-423-24520-4.
- Uetersen im Nationalsozialismus. Schüler der Ludwig-Meyn-Schule erforschen die Geschichte ihrer Stadt. Schmidt & Klauding, Kiel 2009, ISBN 978-3-88312-416-2.
- Uetersen und die Nationalsozialisten. Von Weimar bis in die Bundesrepublik. Neue Forschungsergebnisse von Schülern des Ludwig-Meyn-Gymnasiums. Schmidt & Klauding, Kiel 2010, ISBN 978-3-88312-417-9.
- mit Peer Feldhaus: Weihnachten in Uetersen in den 1950er Jahren. Schüler des Ludwig-Meyn-Gymnasiums erzählen Geschichten. Schmidt & Klaunig, Kiel 2011 ISBN 978-3-88312-418-6.
- Skandale in Schleswig-Holstein. Beiträge zum Geschichtswettbewerb des Bundespräsidenten. Schmidt & Klaunig, Kiel 2012 ISBN 978-3-88312-419-3.
- mit Doris Schmidt, Lars Koesterke und Schülern: Das Uetersen-Lexikon. Schmidt & Klaunig, Kiel 2012 ISBN 978-3-88312-421-6.